# Piratas de Campeche
Les Piratas de Campeche sont un club mexicain de baseball de la Ligue mexicaine de baseball située à Campeche. Les Piratas qui comptent deux titres de champions, évoluent à domicile à l'Estadio Nelson Barrera Romellón, enceinte de 6000 places.

## Palmarès
- Champion de la Ligue mexicaine de baseball (2) : 1983, 2004